# 米子市立就将小学校
米子市立就将小学校（よなごしりつ しゅうしょうしょうがっこう）は、鳥取県米子市愛宕町にある公立小学校。

## 概要
1927年の市制を施行時（旧市内）に市役所を中心にあった小学校（明道、義方、啓成、就将）の一つ。
校名の由来は、明治41年（1908年）に渙発された戊申詔書冒頭にある（朕オモウニ方今人文日ニ　就リ月ニ将ミ……）に基づいて命名されたといわれている。日就月将の出典は中国の古典『詩経』の頌「敬之」の中の一節と思われる。
明治42年（1909年）3月20日、米子町長渡辺駛水、新設尋常小学校に就将と命名すべき案を提出し、町会の賛成を経、3月23日鳥取知事　告森良に申請す。3月29日知事これを認可す。……（学校沿革史より）
校訓・めざす児童像
- 豊かな情操

親切で仲よく、礼儀正しく心の美しい子【至誠】
- すぐれた知性

すすんで学び、よく考え、正しく行動する子【進取】
- あふれる活気

からだをきたえ、すすんで働くたくましい子【勤労】

## 沿革
- 1909年（明治42年）4月1日 - 米子町立就将尋常高等小学校創立[3]。
- 1909年（明治42年）10月1日 - 新校舎落成。
- 1924年（大正13年） - 女子技芸学校設立のため男子全員明道校へ転出させ、女子校となる。
- 1927年（昭和2年） - 女子技芸学校を分離し、再び男女共学となる。
- 1928年（昭和3年） - 高等科を明道校へ併置。
- 1930年（昭和5年） - 就将尋常小学校と改称。
- 1941年（昭和16年）4月1日 - 就将国民学校と改称。
- 1945年（昭和20年） - 角盤国民学校高等科廃止により就将校に併置される。
- 1947年（昭和22年）4月1日 - 米子市立就将小学校と改称。
- 1953年（昭和27年） - 新校舎が建てられる。
- 1962年（昭和37年） - 愛宕町の現在地に新築移転、2・5・6年生が新校舎へ移る。
- 1964年（昭和39年） - 校舎落成により全学年が移る。

## 学校行事
| - 4月 - 入学式 - 5月 - 6月 | - 7月 - 8月 - 9月 | - 10月 - 11月 - 12月 | - 1月 - 2月 - 3月 - 卒業式 |

## 通学区域
平成17年4月1日現在の校区の町名。
- 愛宕町、陰田町、大谷町、加茂町1～2丁目、祇園町1～2丁目、錦海町1～3丁目、久米町、塩町、末広町、大工町、茶町、中町、西倉吉町、西町、東倉吉町、東町、明治町、目久美町（一部明道小へ校区外許可）

## 進学先中学校
- 米子市立湊山中学校

## 学区内の主な施設
- 鳥取県立米子西高等学校
- 鳥取大学医学部附属病院

## 著名な関係者
出身者
- 岩宮武二（写真家・元プロ野球選手）
- 野坂康夫（政治家・前米子市長）
- 菊池大介（サッカー選手）- 柏レイソル
- 住田貴彦（サッカー選手）- ガイナーレ鳥取
- 釜田佳吾（サッカー選手）- 元SC鳥取ドリームス